# Ryō Shinzato
Pour les articles homonymes, voir Shinzato.
Ryō Shinzato (新里 亮, Shinzato Ryō) est un footballeur japonais né le 19 mai 1990 dans la préfecture d'Aichi. Il évolue au poste de défenseur central.